# Iglesia de Chilgol
La Iglesia de Chilgol (hangul: 칠골교회; MR: Ch'ilgol kyohoe) es una de las dos iglesias protestantes en Corea del Norte y está ubicada en la calle Kwangbok, Kwangbok, Chilgol, en el oeste de Pionyang, la capital del país. Está dedicada a Kang Pan-sok, quien fue diaconisa presbiteriana y madre de Kim Il-sung.

## Historia
La iglesia fue fundada en 1899. A ella asistía Kang Pan-sok, la madre de Kim Il-sung, quien a veces la acompañaba allí.
Según Corea del Norte, la iglesia fue destruida en junio de 1950 al comienzo de la guerra de Corea por un bombardeo estadounidense y Kim Il-sung ordenó que la iglesia fuera reconstruida en el lugar donde había estado la iglesia original relacionada con su madre. La iglesia fue reconstruida en su estilo original en 1989, y puesta bajo la autoridad de la Federación Cristiana de Corea.
Hay un museo dedicado a Kang cerca de la iglesia.

## Cultos
La iglesia da la bienvenida a creyentes en visitas oficiales, viajeros extranjeros a Pionyang, diplomáticos y miembros de organizaciones internacionales. Allí se celebra la moral, el patriotismo y la unidad nacional y se dirigen oraciones por la reunificación del país.
La congregación es de unas 150 personas. Los desertores norcoreanos de fuera de Pionyang han informado que no sabían de la existencia de la iglesia. La iglesia está bajo el liderazgo laico. Los pastores protestantes están presentes en la iglesia, pero no se sabe si son pastores residentes o visitantes.
La iglesia se caracteriza como protestante, pero sin especificar una denominación.

## Política
Los misioneros de Corea del Sur consideran que la iglesia es un instrumento de propaganda estatal. El pastor surcoreano Han Sang-ryeol visitó la iglesia el 28 de junio de 2010. Su viaje a Corea del Norte no fue autorizado por el gobierno de su país de origen y fue sentenciado a cinco años de prisión a su regreso a Corea del Sur.

## Biografía
Corfield, Justin (2014). «Chilgol Revolutionary Site». Historical Dictionary of Pyongyang. London: Anthem Press. pp. 27-29. ISBN 978-1-78308-341-1.
- Datos: Q3585518
- Multimedia: Chilgol Church / Q3585518